# DSC1
DSC1‏ (Desmocollin 1) هوَ بروتين يُشَفر بواسطة جين DSC1 في الإنسان.